# Lepisorus ussuriensis
Lepisorus ussuriensis är en stensöteväxtart som först beskrevs av Regel och Mack., och fick sitt nu gällande namn av Ren-Chang Ching. Lepisorus ussuriensis ingår i släktet Lepisorus och familjen Polypodiaceae. Utöver nominatformen finns också underarten L. u. distans.